# Lullaby of Birdland

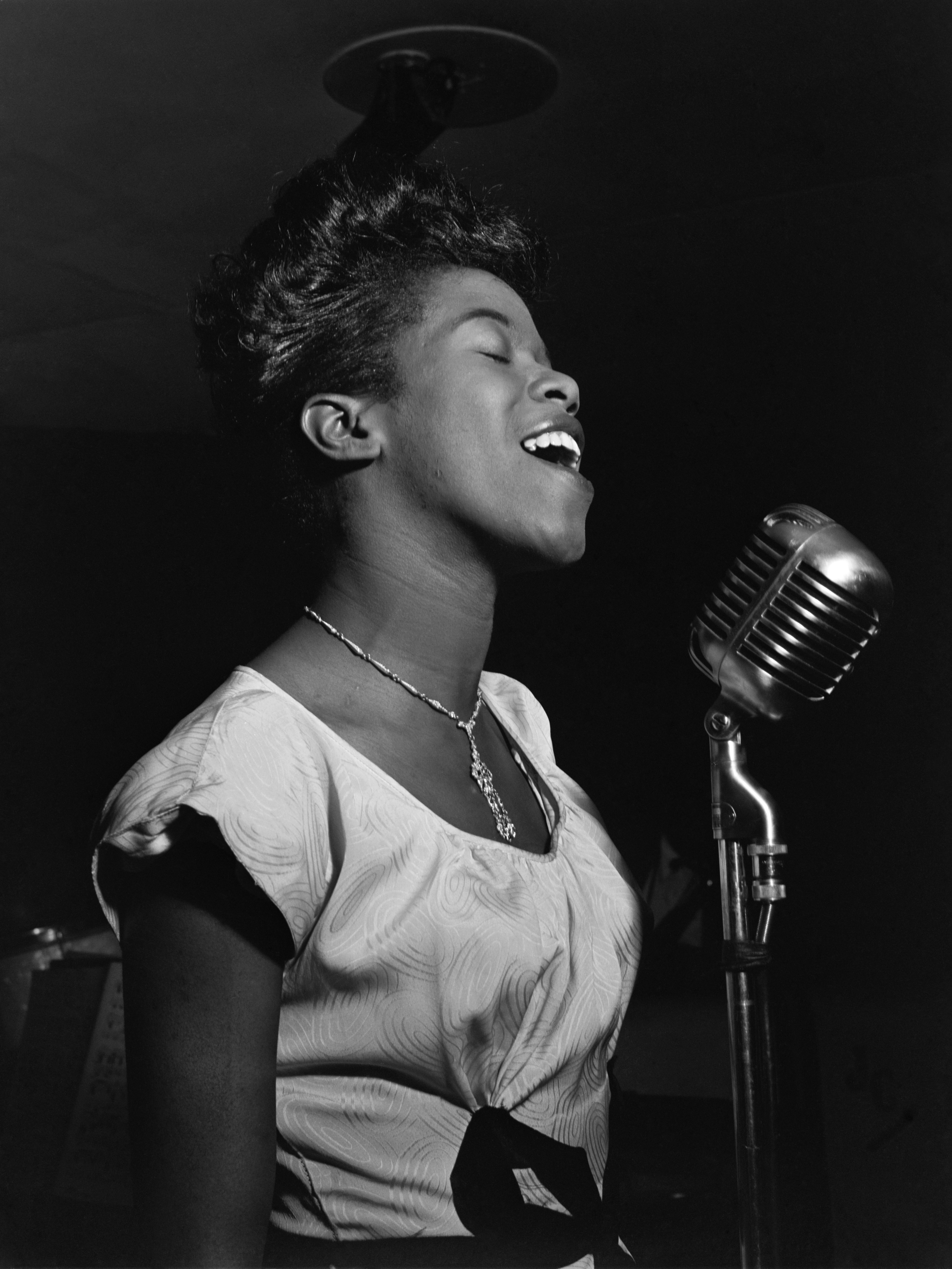
Sarah Vaughan ne fornì una storica versione nel 1954

Lullaby of Birdland è uno standard jazz composto nel 1952 da George Shearing, con testo di George David Weiss, sotto lo pseudonimo "B. Y. Forster". Il titolo è riferibile a Bird, soprannome del sassofonista Charlie Parker, e a Birdland, lo storico locale di jazz newyorchese.

## La storia
Il brano, composto dal pianista-compositore inglese (americano d'adozione) George Shearing che lo registrò nello stesso anno (1952) a New York con il suo quintetto, fu ripreso in seguito da molti artisti (in tempi recenti anche da Amy Winehouse).
Altre versioni furono quelle di Sarah Vaughan, Ella Fitzgerald (nel 78 giri Lullaby of Birdland/Later), Chaka Khan, Mel Tormé, Chris Connor, Quincy Jones, del pianista Friedrich Gulda e, in Italia, Mina.